# Лотерея Mega Sena
Лотерея Mega-Sena является самой крупной лотереей в Бразилии, она проводится под руководством Федерального Банка Caixa Econômica Federal.

## Розыгрыш
Розыгрыши проходят дважды в неделю по средам и субботам. Во время тиража из двух вращающихся сферических аппаратов случайным образом выбираются шары. Шары выпадают парами, формируя двухзначные числа от 01 до 60. В первом аппарате вращаются шары с номерами от 0 до 5 (второй десяток), и во втором аппарате — от 0 до 9 (первый десяток). В случае, если выпадает число 00, его автоматически заменяют на 60. Как только вытянуты 6 уникальных двухзначных чисел, тираж завершается.

## Ставки
Игроки могут выбирать от 6 до 15 чисел в диапазоне от 01 до 60. Совпадение 4х, 5ти или 6ти чисел гарантирует приз в одной из призовых категорий. Цена ставки увеличивается в зависимости от количества возможных комбинаций из 6ти чисел на основе выбранных номеров. Стоимость билета варьируется от R$2,00 за 6 чисел (возможна только одна игровая комбинация) до R$10.010,00 за 15 номеров (возможны 5005 игровых комбинаций). Шанс на выигрыш джек-пота в случае минимальной ставки равен 1 из 50.063.860.
Игроки могут выбрать вариант автоматического набора цифр в билете случайным образом (Surpresinha). Также можно сыграть одним и тем же набором цифр в 2х, 4х или 8ми тиражах подряд.

## Призы
Выплаты по выигрышам составляют примерно 46 % дохода от продаж билетов. Из них:
- 35 % призового фонда определяется победителям, угадавшим 6 чисел.
- 19 % призового фонда определяется победителям, угадавшим 5 чисел.
- 19 % призового фонда определяется победителям, угадавшим 4 числа.
- 22 % призового фонда откладывается на специальный розыгрыш, проводимый каждый 5тый тираж.
- 5 % призового фонда откладывается в призовой фонд специального новогоднего розыгрыша Мега Да Вирада (Mega Da Virada), см. ниже.

Подоходный налог равняется 13,8 %. Чистая оценка призового фонда на самом деле равняется примерно 32,2 % от лотерейной прибыли.
Победителям определяется 90 дней на то, чтобы получить свой выигрыш. Призы менее R$800 можно получить в офисе лотереи. Более крупные призы необходимо получить в федеральном банке Caixa Econômica Federal. Если приз остается без хозяина в течение 90 дней, деньги перечисляются государству и определяются на образовательные программы.
Остальные 54 % прибыли от продаж распределяются на операционные расходы и социальные программы.

## Mega da Virada
Специальный новогодний розыгрыш Мега Да Вирада (Mega Da Virada) проводится ежегодно 31 декабря в канун нового года. Этот розыгрыш невероятно популярен среди бразильцев и отличается особо крупными джекпотами. Организаторы лотереи откладывают 5 % призового фонда каждого обычного розыгрыша в течение года специально на пополнение джекпота Мега Да Вирада. Рекордными джекпотами розыгрыша являются R$194,3 млн в 2010 году и R$144,9 млн в 2009 м.